# Leptochilus olmecus
Leptochilus olmecus är en stekelart som först beskrevs av Henri Saussure 1870.  Leptochilus olmecus ingår i släktet Leptochilus och familjen Eumenidae. Inga underarter finns listade i Catalogue of Life.